# Saguaro Wilderness
La Saguaro Wilderness est une aire protégée américaine située dans le comté de Pima, en Arizona. Fondée en 1976, elle protège 286,9 km2 dans le parc national de Saguaro. Elle culmine à 2 642 m d'altitude à Mica Mountain.